# Druga edycja Seiyū Awards
Druga edycja Seiyū Awards – ceremonia wręczenia nagród japońskim aktorom głosowym, która odbyła się w dniu 8 marca 2008 r. w UDX Theater w Akihabara (Tokio). Głosowanie trwało od 20 października 2007 do 15 stycznia 2008.

## Lista zwycięzców
| Najlepszy aktor pierwszoplanowy                 |                                                            |                                                        |                                                        |
| Zwycięzca                                       | Agencja                                                    | Postacie animowane                                     | Anime                                                  |
| Mamoru Miyano                                   | Gekidan Himawari                                           | Setsuna F. Seiei Hakugen Rikuson                       | Mobile Suit Gundam 00 Koutetsu Sangokushi              |
| Najlepsza aktorka pierwszoplanowa               |                                                            |                                                        |                                                        |
| Aya Hirano                                      | Spacecraft Entertainment                                   | Haruhi Suzumiya Reira Serizawa Misa Amane Konata Izumi | Melancholia Haruhi Suzumiyi NANA Death Note Lucky Star |
| Najlepsi aktorzy ról drugoplanowych             |                                                            |                                                        |                                                        |
| Daisuke Ono                                     | Mausu Promotion                                            | Hosaka Kagezaki                                        | Minami-ke Rental Magica                                |
| Hiroshi Kamiya                                  | Aoni Production                                            | Tieria Erde Nozomu Itoshiki                            | Kidō Senshi Gundam 00 Sayonara Zetsubō Sensei          |
| Najlepsze aktorki ról drugoplanowych            |                                                            |                                                        |                                                        |
| Rie Kugimiya                                    | I’m Enterprise                                             | Nagi Sanzenin Shana                                    | Hayate no Gotoku! Ognistooka Shana                     |
| Mitsuki Saiga                                   | Ken Production                                             | Kei Yūki Rossiu Adai Jomy Marcus Shin                  | Moyashimon Tengen Toppa Gurren Lagann Terra e...       |
| Najlepsze objawienie wśród aktorów              |                                                            |                                                        |                                                        |
| Wataru Hatano                                   | 81 Produce                                                 | Sam Houston Tenshi Yuri                                | Terra e... Saint Beast: Kouin Jojishi Tenshi Tan       |
| Tsubasa Yonaga                                  | Ken Production                                             | Ren Mihashi Shingo Suwa                                | Ookiku Furikabutte Kishin Taisen Gigantic Formula      |
| Najlepsze objawienie wśród aktorek              |                                                            |                                                        |                                                        |
| Emiri Katō                                      | 81 Produce                                                 | Momoko Akatsutsumi/Hyper Blossom Kagami Hiiragi        | Demashita! Powerpuff Girls Z Lucky Star                |
| Yū Kobayashi                                    | Holy Peak                                                  | Sarutobi Ayame Kaere Kimura                            | Gintama Sayonara Zetsubō Sensei                        |
| Najlepszy występ muzyczny                       |                                                            |                                                        |                                                        |
| Zwycięzcy                                       | Dyskografia                                                | Piosenka                                               | Anime                                                  |
| Aya Hirano, Emiri Kato, Kaori Fukuhara Aya Endo | Lantis                                                     | Motteke! Sailor Fuku, opening theme                    | Lucky Star                                             |
| Najlepsza Osobowość Radiowa                     |                                                            |                                                        |                                                        |
| Zwycięzca                                       | Agencja                                                    | Program radiowy                                        | Stacja radiowa                                         |
| Ken’ichi Suzumura                               | Arts Vision                                                | Cherry Bell                                            | JOQR                                                   |
| Nagroda Synergy                                 |                                                            |                                                        |                                                        |
| Zwycięzca                                       | Aktorzy                                                    | Agencja                                                |                                                        |
| Kamen Rider Den-O                               | Toshihiko Seki Koji Yusa Masaki Terasoma Ken’ichi Suzumura | 81 Produce Freelancer Mausu Promotion Arts Vision      |                                                        |
| Nagrody za osiągnięcia artystyczne              |                                                            |                                                        |                                                        |
| Zwycięzca                                       | Agencja                                                    |                                                        |                                                        |
| Nachi Nozawa                                    | Ken Production                                             |                                                        |                                                        |
| Michio Hazama                                   | Mouvement                                                  |                                                        |                                                        |
| Ryōko Kinomiya                                  | Haikyō                                                     |                                                        |                                                        |
| Nagroda za specjalne osiągnięcia                |                                                            |                                                        |                                                        |
| Tatsuya Jo                                      | Haikyō                                                     |                                                        |                                                        |
| Nagroda Kei Tomiyama                            |                                                            |                                                        |                                                        |
| Tōru Furuya                                     | Aoni Production                                            |                                                        |                                                        |